# Werner-Seelenbinder-Sportpark
Der Werner-Seelenbinder-Sportpark liegt im Berliner Bezirk Neukölln, entlang der Oderstraße unmittelbar an den ehemaligen Flughafen Tempelhof angrenzend.

## Geschichte
Der Sportpark Neukölln (auch als Sportpark Tempelhofer Feld bezeichnet) wurde nach dreijähriger Bauzeit am 14. Oktober 1928 feierlich eröffnet. Bis zu diesem Zeitpunkt waren sechs Sportplätze, eine Spielwiese, drei Buddelplätze und vier Sondergärten fertiggestellt. Damit erhielt der extrem dicht bevölkerte Ortsteil eine dringend benötigte Erholungs- und Grünfläche. Mit einem Umfang von 433.550 m² stellte der Sportpark zum Zeitpunkt seiner Eröffnung 80 % der Sport- und Spielflächen in Neukölln. Auch für Berliner Verhältnisse war dieser Park eine besondere Anlage. In der Folgezeit wurden ein Hockeyplatz, eine weitere Spielwiese und eine große Kampfbahn, die 25.000 Zuschauer fasste, angelegt. Diese wurde am 15. Juni 1930 eingeweiht. Drei Jahre später erfolgte die Eröffnung des 4000 m² großen Plantschbeckens, das im Sommer einen Tummelplatz für die ganze Familie darstellte. Die Entwürfe stammten vom Neuköllner Gartendirektor Ottokar Wagler, Konrad Glocker, der für die Gartenbaufirma Späth tätig war, sowie Waglers Nachfolger Kurt Pöthig.
Ausschlaggebend für die Beliebtheit des Sportparks war die attraktive Angebotsvielfalt und reiche Pflanzenwelt. Prächtige einheimische und fremdländische Baumarten säumten die Spazierwege. Rosen- und Dahliengärten sowie Liegewiesen luden zum Verweilen ein. Es wurden pflanzen- und vogelkundliche Führungen angeboten. Verschiedenste Sportplätze boten für jeden etwas. Die Plantschbecken, Wiesen und Buddelplätze waren ein Paradies für Kinder. Im Winter wurden die Promenaden sogar zum Skilanglauf frei gegeben.
Der Park belegt heute die Flächen längs der Oderstraße gegenüber der Einmündung Siegfriedstraße und dem ehemaligen Grünen Weg (heute in den Kirchhofweg einbezogen). Ursprünglich reichte jedoch die gesamte Anlage bis zur damaligen Flughafenstraße am Nordrand des Tempelhofer Feldes. Auch nach dem Baubeginn für den neuen Flughafen Tempelhof im Jahr 1936 und selbst während des Zweiten Weltkriegs blieb der Sportpark – bis auf einzelne Flächen für Flugzeugpeilanlagen und einen Luftschutzbunker auf der Fläche des ehemaligen Plantschbeckens – im Wesentlichen erhalten. Der gesamte nördliche Teil des Sportparks ab dem Grünen Weg fiel erst dem Ausbau des Flughafens Tempelhof während der Berliner Luftbrücke 1948 zum Opfer.

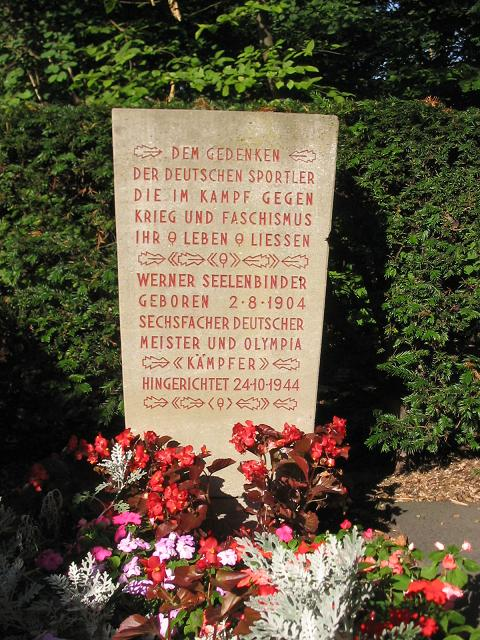
Gedenk- und Grabstätte für Werner Seelenbinder im Sportpark

Am 29. Juli 1945, gleich nach dem Ende des Zweiten Weltkriegs, erhielt das Stadion den Namen Werner-Seelenbinder-Kampfbahn. Als Namensgeber hatte die Magistratsverwaltung Werner Seelenbinder ausgewählt, der in Neukölln jahrelang trainiert hatte. Er war mehrfacher deutscher Ringer-Meister und Olympiateilnehmer 1936. Seelenbinder wurde 1944 im Zuchthaus Brandenburg hingerichtet. Seine Urne wurde schließlich in einem Ehrengrab auf dem Gelände des Sportparks beigesetzt.
Ab 1948/1949 wurde wegen der kommunistischen Gesinnung Seelenbinders der Name nicht mehr verwendet. Die Grabstelle war bis in die 1960er Jahre lediglich zweimal im Jahr zugänglich – zum Geburtstag und Todestag Seelenbinders. Zu seinen Ehren wurde erst 50 Jahre später, am 24. Oktober 2004, der Sportpark Neukölln nun in Werner-Seelenbinder-Sportpark umbenannt. Bei der Gedenkfeier und der Enthüllung des neuen Namensschildes haben Bezirksbürgermeister Heinz Buschkowsky und der Präsident des Landessportbundes, Peter Hanisch, den erfolgreichen Sportler und Widerstandskämpfer gewürdigt, dessen Todestag sich an diesem Tag zum 60. Mal jährte.

## Radrennbahn
Auf dem Gelände entstand 1946 eine Radrennbahn, initiiert wurde der Bau vom Sportring Neukölln. Ursprünglich sollte der Münsteraner Architekt Clemens Schürmann die Bahn planen, aber er erhielt im Nachkriegsdeutschland keine Reisegenehmigung. So wurde der Auftrag an Georg Bremer vergeben, der schon in den 1930er Jahren die Rütt-Arena gebaut hatte. Aus einer Aschenbahn entstand in reiner Handarbeit durch Aufschüttung von Trümmerschutt eine 500 Meter lange mit Zement versiegelte Bahn. Am 26. Mai 1946 fand das erste Rennen vor 20.000 Zuschauern statt. Im Oktober 1947 wurde der „Preis Albert Richter“ zur Erinnerung an den 1940 mutmaßlich von der Gestapo ermordeten Kölner Weltmeister ausgetragen. Direktor und Veranstalter in einer Person war der ehemalige Radrennfahrer Max Hahn. Die Radrennbahn war bis 1955 in Betrieb; sie hatte sich als ungeeignet für die damals publikumsträchtigen Steherrennen erwiesen.

## Spielfelder
Der heutige Sportpark ist nicht mehr mit der im Jahr 1930 eröffneten Spielstätte vergleichbar. Ursprünglich für über 20.000 Zuschauer errichtet, wurde er in den 1970er Jahren zurückgebaut und bietet heute nur Platz für 3.500 Zuschauer (davon 350 unüberdachte Sitzplätze).
Einen Zuschauerrekord erlebte das Stadion beim Benefizspiel für den am 21. März 2006 an der Neuköllner Hasenheide erschossenen Polizisten Uwe Lieschied, der bis zu seinem Tod mit der Mannschaft vom SV Stern Britz 1889 in dem Stadion trainierte. Bei dem Spiel Hertha BSC gegen „Polizei & Friends“ (einer Mannschaft aus Kollegen und Freunden des Verstorbenen) kamen über 4000 Menschen in das kleine Stadion.
Die Fußballfelder werden vom SV Tasmania Berlin genutzt.
- Rasen (Großspielfeld)
  - Abmessungen: 70 m × 110 m
  - Ausstattung: Flutlicht
- Kunstrasen (Großspielfeld)
  - Abmessungen: 62 m × 94 m
  - Ausstattung: Flutlicht
- Rasen (Spielfeld)
  - Abmessungen: 59 m × 76 m
  - Nutzung: Neuköllner Sportfreunde 1907 (Abteilung Hockey)

## Eisstadion Neukölln
Das Eisstadion Neukölln ist ein Freiluftstadion (offene Kunsteissportanlage), das erstmals in der Wintersaison 1956/1957 öffnete und sich unmittelbar südlich an den Rasensportpark anschließt (Adresse: Oderstraße 182). Es besteht aus der Kampfbahn, einer Eisfläche mit den Standardabmaßen 60 m × 30 m für den Wettkampfbetrieb sowie einer Publikumsbahn (rund 65 m × 39 m), die für das öffentliche Eislaufen vorgesehen ist.
Im Winter dient das Stadion dem Eissport und im Sommer dem Basketball, als Rollschuhbahn, Inline-Skatern als Hockeyfeld und vor allem den Streetball-Turnieren.
In den Jahren 2005 und 2006 wurde die Anlage während der Sommermonate saniert. Für die erste Sanierungsphase von März bis Oktober 2005 wurden fünf Millionen Euro aufgebracht. Die Arbeiten wurden Wintersaison 2006, pünktlich zu ihrem 50-jährigen Bestehen, fertiggestellt.
Nutzer des Eisstadions sind unter anderem
- Berliner Eissport-Verband
- FASS Berlin
- OSC Berlin
- SC Charlottenburg
- Neuköllner Sportfreunde 1907 (Abteilung Eiskunstlauf)

Bahnrekorde

In den 1960er Jahren wurden auf der 200 Meter langen Freiluftbahn Eisschnelllauf-Geschwindigkeitsrekorde aufgestellt.
| Disziplinen       | Zeiten/Punkte  | Name               | Datum                |
| ----------------- | -------------- | ------------------ | -------------------- |
| 00 500 Meter      | 51,30 s        | Eva-Maria Sappl    | 11. März 1967        |
| 00 500 Meter      | 45,40 s        | Erhard Keller      | 11. März 1967        |
| 01000 Meter       | 1:47,00 min    | Eva-Maria Sappl    | 12. März 1967        |
| 01000 Meter       | 1:37,50 min    | Peter Häusler      | 13. Dezember 1970    |
| 01500 Meter       | 2:44,20 min    | Eva-Maria Sappl    | 16. März 1968        |
| 01500 Meter       | 2:19,00 min    | Gerhard Zimmermann | 12. März 1967        |
| 03000 Meter       | 6:03,40 min    | Paula Dufter       | 17. März 1968        |
| 03000 Meter       | 4:43,50 min    | Gerhard Zimmermann | 16. März 1968        |
| 05000 Meter       | 8:16,30 min    | Gerhard Zimmermann | 17. März 1968        |
| 10.000 Meter      | 21:26,30 min   | Richard Schulze    | 31. Dezember 1961    |
| Kleiner Vierkampf | 189,280 Punkte | Gerhard Zimmermann | 16.–17. März 1968    |
| Großer Vierkampf  | 244,142 Punkte | Gerhard Krein      | 22.–23. Februar 1958 |

## Bezirkssporthalle
- 3-fach-Mehrzweck-Halle
- 500 Zuschauerplätze, mit ausfahrbarer Tribüne
- Boxfeld
- Musikanlage für Tanzturniere

## Sonstige Zwecke
- Imbiss
- Umkleide- und Sanitärtrakt